# Elan (Magazin)
Elan (Eigenschreibweise elan) war eine Monatszeitschrift für Jugendliche, die von 1959 bis 1989 in der Weltkreisverlag GmbH (Jugenheim) erschien. Das Erscheinen wurde Ende 1989 nach Abbruch der Finanzierung durch die SED eingestellt.

## Geschichte
Die Zeitschrift wurde 1959 nach den Weltfestspielen der Jugend und Studenten in Wien unter dem anfänglichen Namen „Impulse“ gegründet. 1965 wurde Elan zum „Magazin für junge Leute“ (Untertitel) und mit der Gründung der Sozialistischen Deutschen Arbeiterjugend (SDAJ) als deren Verbandsorgan zu einem politischen Jugendmagazin. Zeitweise kooperierte Elan mit dem ebenfalls durch die DDR finanzierten  Studentenmagazin Rote Blätter.

## Struktur

### Herausgeberkreis
Dem Herausgeberkreis gehörte Horst Stuckmann (1935–2008) an, der auch selbst in Elan publizierte, sowie Pfarrer W. Heintzeler, Bernhard Jendrejewski, Rolf Jürgen Priemer, Karl Hubert Reichel, Karl-Heinz Schröder und Werner Weismantel.

### Chefredakteure
Chefredakteure waren u. a.
| - Peter Bubenberger - Hans-Jörg Hennecke (1971 bis 1976) - Karl-Friedrich Hübsche | - Bernhard Jendrejewski - Thomas Kerstan - Toni Merk | - Karl-Hubert Reichel - Ulrich Sander (1968 bis 1972) - Gero von Randow (Ende der 1970er/Anfang der 1980er Jahre) |

### Redakteure
- Rolf Priemer[3]

### Autoren
Zu den Autoren gehörten unter anderem:
- Willi Bredel
- Franz-Josef Degenhardt
- Adrian Geiges
- Max von der Grün
- Reinhard Junge
- Jürgen Pomorin

## Auszeichnungen
Elan wurde 1968 mit dem 1. Preis der Internationalen Organisation der Journalisten (IOJ) ausgezeichnet sowie 1973 mit dem Diplom des Weltbundes der  Demokratischen Jugend (WBDJ).